# Turbina d'aigua
| A | Generador           |
| B | Turbina             |
| 1 | Estator             |
| 2 | Rotor               |
| 3 | Vàlvules regulables |
| 4 | Pales de la turbina |
| 5 | Flux d'aigua        |
| 6 | Eix de rotació      |

Esquema d'una turbina d'aigua tipus Kaplan (acoblada a un generador) semblant a les utilitzades en moltes centrals hidràuliques.
{

Una turbina d'aigua és una turbomàquina motriu, que aprofita l'energia d'un flux que passa a través d'ella per produir un moviment de rotació que, transferit mitjançant un eix, mou directament una màquina o bé un generador que transforma l'energia mecànica en elèctrica.

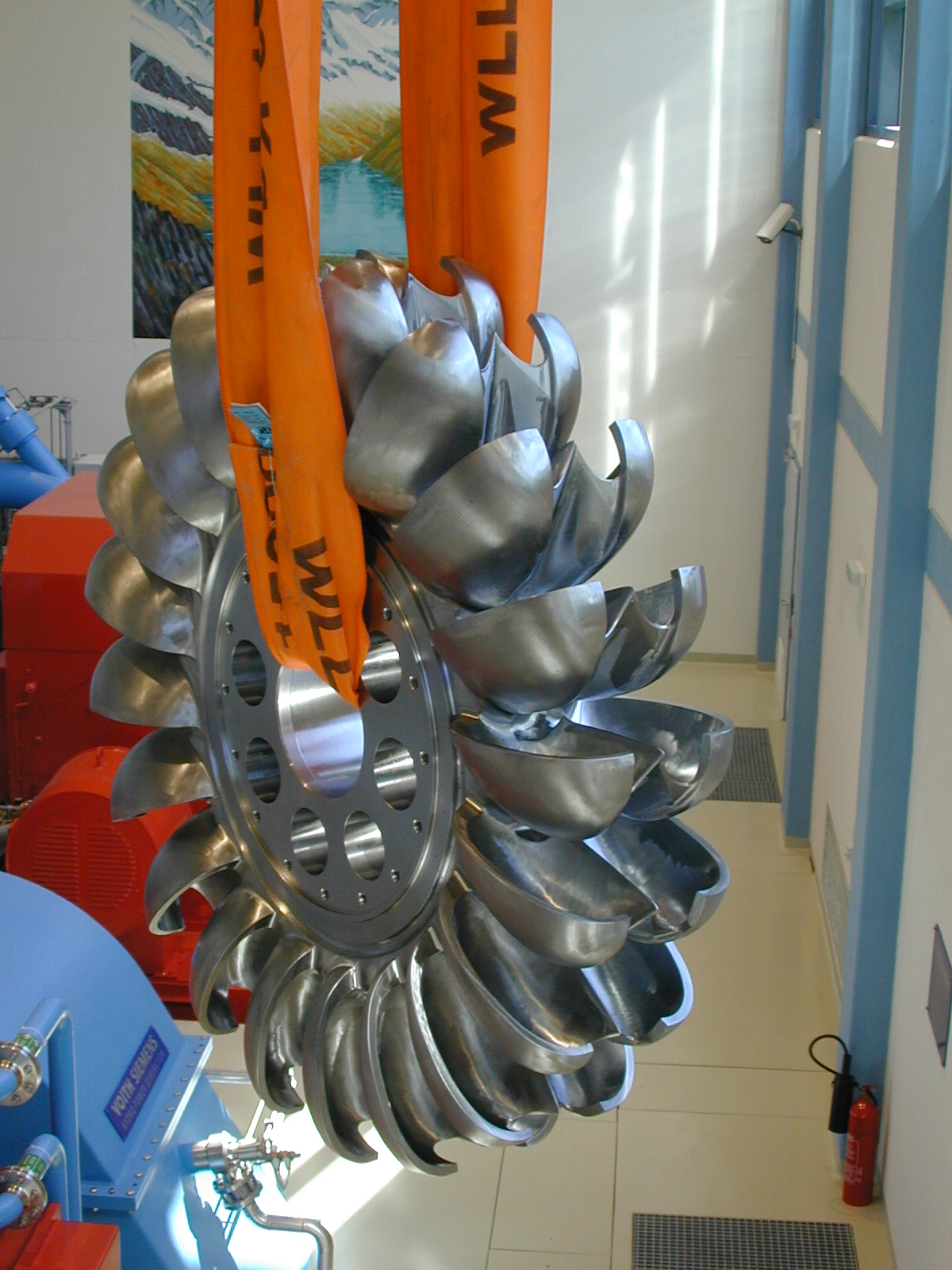
Instal·lació d'una turbina d'acció tipus Pelton.

Gràfic per a seleccionar les turbines hidràuliques més aptes en funció del cabal i l'alçada del salt d'aigua.

## Tipus de turbina d'aigua
Pel que fa a la seva manera de funcionar, es pot classificar en dos grups:
1. Turbines d'acció: només aprofiten la velocitat del flux d'aigua.
2. Turbines de reacció: aprofiten tant la velocitat com la pèrdua de pressió de l'aigua a l'interior de la turbina.

En funció del disseny del rotor de la turbina es poden diferenciar els següents tipus de turbina:
- Turbina d'Hèlix: turbines de reacció de tipus axial, com un hèlix col·locada en el pal horitzontal.
- Turbina Kaplan: turbines de reacció de tipus axial, són com turbines d'hèlix que a més poden variar l'angle i les pales de l'hèlix durant el seu funcionament. Són més eficients amb grans cabals i salts d'aigua petits.
- Turbina Pelton: turbines d'acció de flux transversal (turbina en disposició vertical) i admissió parcial. Són una evolució dels molins d'aigua. Estan dissenyades per treballar amb salts d'aigua molt grans però amb petits cabals.
- Turbina Francis: turbines de reacció i de flux mixt. Dissenyades per a salts d'aigua i cabals mitjans.

## Potència disponible segons el flux d'aigua
La potència disponible en un flux d'aigua ve determinada per:
{\displaystyle P=\eta \cdot \rho \cdot g\cdot h\cdot {\dot {q}}}
on:
- {\displaystyle P=} potència (J/s or watts)
- {\displaystyle \eta =} eficiència de la turbina
- {\displaystyle \rho =} densitat de l'aigua (kg/m³)
- {\displaystyle g=} acceleració de la gravetat (9,81 m/s²)
- {\displaystyle h=} alçada del salt d'aigua (m)
- {\displaystyle {\dot {q}}}= cabal d'aigua (m³/s)